# Dendropicos abyssinicus
Dendropicos abyssinicus е вид птица от семейство Picidae.

## Разпространение
Видът е разпространен в Еритрея и Етиопия.